# Tiga Race Cars

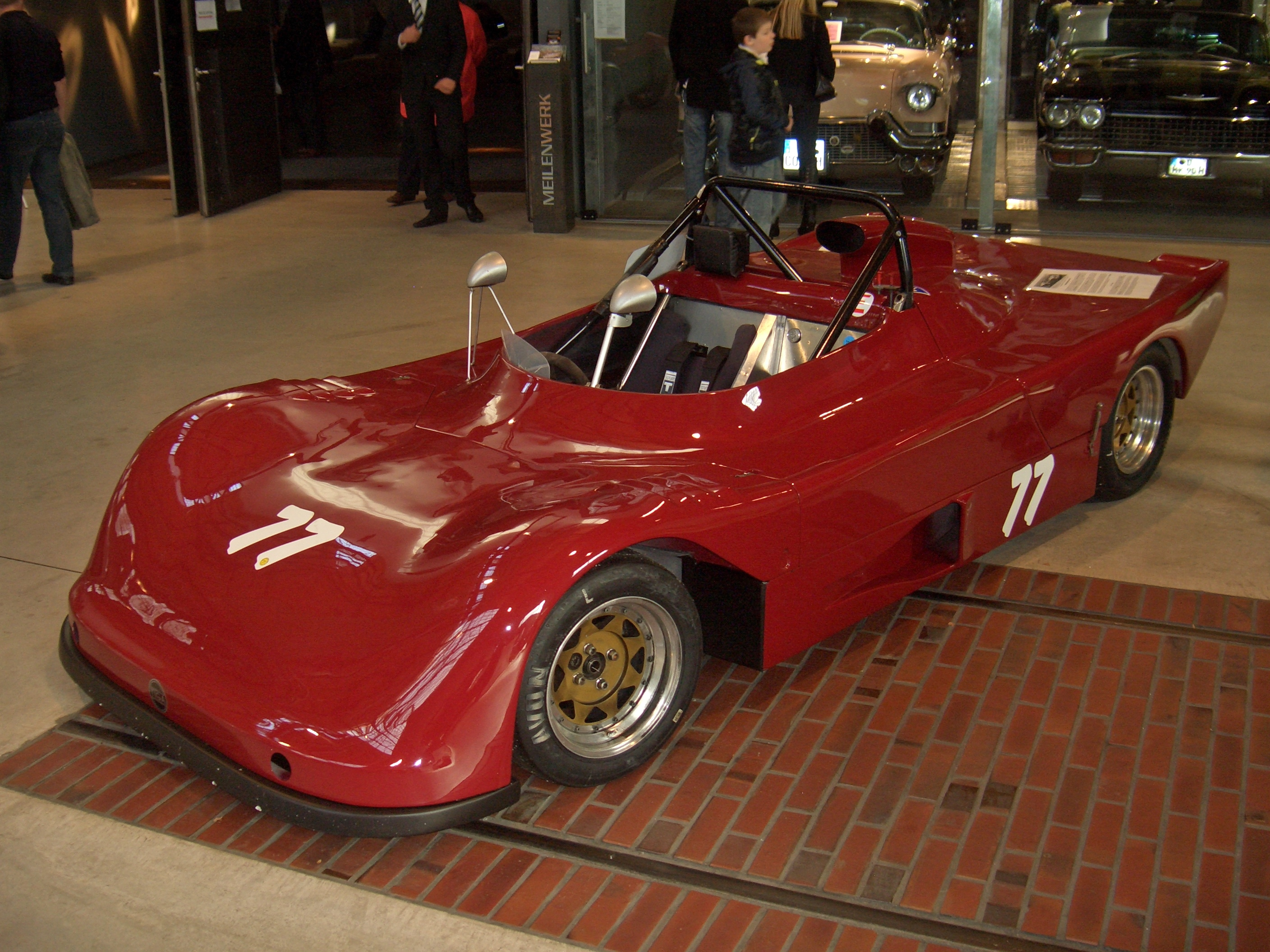
Tiga SC77, 1977

Tiga war ein britischer Produzent von Monoposto-Rennwagen und Sportwagen.

## Unternehmensgeschichte
Das Unternehmen wurde 1975 von den beiden Rennfahrern Howden Ganley und Tim Schenken gegründet. Sie übernahmen die kleine britische Rennwagenunternehmung MRE, die in den frühen 1970er-Jahren Formel-Ford- und Formel-3-Rennwagen in kleiner Stückzahl baute.
Auch bei Tiga wurden vom Designer Martin Read zu Beginn Formel-Ford-Fahrzeuge mit 1,6- und 2-Liter-Motoren gebaut. Dazu kamen Sportwagen für die kleinen Sportwagenklassen. 1978 wurde kurz ein Einstieg in die Formel 1 ins Auge gefasst; Fahrgestell und Teile der Aufhängung waren bereits hergestellt, als das Projekt abgebrochen wurde. In der Formel 3 ging das Team Ende der 1970er-Jahre mit Fahrzeugen von March und Ralt an den Start.
Tim Schenken verließ Tiga Anfang der 1980er-Jahre und Ganley ließ den ersten eigenen Formel-3-Rennwagen entwickeln, den F381. Nachdem das Formel-1-Engagement nicht zustande gekommen war, wandte sich Tiga der Formel 2 zu. Mit dem F280 wurde ein konventioneller und schneller Rennwagen gebaut. Das Team erlitt jedoch einen schweren Rückschlag, als der Deutsche Hans-Georg Bürger im Aufwärmtraining zum Formel-2-Rennen in Zandvoort tödlich verunglückte.
Nach Bürgers Tod verlegte sich das Team auf den Bau von CanAm-Fahrzeugen und Sportwagen.